# Elecciones en Mayotte
Las Elecciones en Mayotte tienen una legislatura a nivel territorial. El Consejo General (Conseil Général) tiene 19 miembros electos por un plazo de tres años en circunscripciones de un solo escaño. Mayotte tiene un sistema multipartidista.

### Elecciones
- Elecciones parciales de Mayotte de 1977
- Elecciones legislativas de Mayotte de 1978
- Elecciones legislativas de Mayotte de 2004
- Elecciones legislativas de Mayotte de 2008